# Гай Юлий Аквила
Гай Юлий Аквила (на латински: Gaius Iulius Aquila, Acilla) е политик на ранната Римска империя.
Произлиза от фамилията Юлии, клон Аквила. Той е префект, управител на римската провинция Египет през 10 – 11 г. след Публий Осторий Скапула. Сменен е от Луций Антоний Педон.